# Iridium 33
Iridium 33 là một vệ tinh liên lạc được Hoa Kỳ phóng lên cho Iridium Communications. Nó được phóng lên Quỹ đạo Trái Đất tầm thấp từ Site 81/23 tại Sân bay vũ trụ Baikonur lúc 01:36 GMT ngày 14 tháng 9 năm 1997, bởi một tên lửa Proton-K với một Block DM2 bên trên. Nó được vận hành trong Mặt phẳng 3 của Nhóm vệ tinh Iridium, với Điểm nút quỹ đạo là 230,9°.

## Phá hủy
Vào ngày 10 tháng 2 năm 2009, lúc 16 giờ GMT, Kosmos-2251 (một vệ tinh Strela không còn sử dụng) và Iridium 33 đã va chạm, dẫn đến sự phá hủy của cả hai vệ tinh. NASA báo cáo một lượng lớn mảnh vụn không gian được tạo ra do vụ va chạm.